# Lijst van voetbalinterlands Brazilië - Finland
Deze lijst van voetbalinterlands is een overzicht van alle officiële voetbalwedstrijden tussen de nationale teams van Brazilië en Finland. De landen speelden tot op heden drie keer tegen elkaar. De eerste ontmoeting, een vriendschappelijke wedstrijd, werd gespeeld in Brasilia op 17 april 1986. Het laatste duel, eveneens een vriendschappelijke wedstrijd, vond plaats op 15 april 1992 in Cuiabá.

## Wedstrijden
| № | Plaats   | Datum         | Competitie        | Wedstrijd          | Uitslag |
| - | -------- | ------------- | ----------------- | ------------------ | ------- |
| 1 | Brasilia | 17 april 1986 | Vriendschappelijk | Brazilië – Finland | 3 – 0   |
| 2 | Helsinki | 28 mei 1987   | Vriendschappelijk | Finland – Brazilië | 2 – 3   |
| 3 | Cuiabá   | 15 april 1992 | Vriendschappelijk | Brazilië – Finland | 3 – 1   |

## Samenvatting
| Competitie        | Totaal gespeeld | Winst Brazilië | Gelijk | Winst Finland | Doelsaldo Brazilië – Finland |
| ----------------- | --------------- | -------------- | ------ | ------------- | ---------------------------- |
| Vriendschappelijk | 3               | 3              | 0      | 0             | 9 − 3                        |
| Totaal            | 3               | 3              | 0      | 0             | 9 − 3                        |

Wedstrijden bepaald door strafschoppen worden, in lijn met de FIFA, als een gelijkspel gerekend.

## Details

### Eerste ontmoeting
| Vriendschappelijk (Brasilia, Brazilië, 17 april 1986):                                     |              | |
| Brazilië                                                                                   | 3 – 0        | Finland |
| Marinho 70' Oscar 88' Walter Casagrande 89'                                                | goals        | |
| Telê Santana                                                                               | bondscoach   | Martti Kuusela |
| Carlos 46' Leandro Oscar Mozer Branco Elzo Sócrates 79' Müller 80' Marinho Careca Edivaldo | opstellingen | Ismo Korhonen Aki Lahtinen Jukka Ikäläinen Mikael Granskog 76' Jyrki Nieminen Hannu Turunen Esa Pekonen 83' Kari Ukkonen Jari Rantanen Pasi Rautiainen 76' Ari Hjelm |
| Paulo Vítor 46' Paulo Silas 79' Walter Casagrande 80'                                      | wissels      | 76' Ismo Lius 76' Ari Valvee 83' Petri Tiainen |
| - Debuut van Petri Tiainen (Lahden Kuusysi) voor Finland.                                  |              | |

### Tweede ontmoeting
| Vriendschappelijk (Helsinki, Finland, 28 mei 1987): |              | |
| Finland | 2 – 3        | Brazilië |
| Ari Hjelm 15' Ismo Lius 88' | goals        | 43' Romário 50' Valdo Cândido 57' Müller |
| Martti Kuusela | bondscoach   | Carlos Alberto Silva |
| Kari Laukkanen Aki Lahtinen 87' Jukka Ikäläinen Jari Europaeus Erkka Petäjä Esa Pekonen 79' Kari Ukkonen 64' Jari Rantanen Ismo Lius Ari Hjelm Petri Tiainen 87' | opstellingen | 65' Carlos Gallo Josimar Pereira 59' Geraldão Pereira 46' Ricardo Rocha Nelsinho Raí de Oliveira Edu Marangon 65' Douglas Menezes Valdo Cândido Müller 37' Mirandinha |
| Pasi Tauriainen 64' Erik Holmgren 79' Hannu Turunen 87' Jyrki Hännikäinen 87'                                                                                    | wissels      | 37' Romário 46' Ricardo Gomes 59' João Batista dos Santos 65' Dunga 65' Régis                                                                                         |
| | gele kaarten | ??' Ricardo Rocha |

### Derde ontmoeting
| Vriendschappelijk (Cuiabá, Brazilië, 15 april 1992): |       |                  |
| Brazilië                                             | 3 – 1 | Finland          |
| Bebeto 57' Bebeto 80' Paulo Sérgio 88'               | goals | 39' Jari Vanhala |